# 羅盤座VX
羅盤座VX，又名CD-34 4959，HD 72688、SAO 199353、HR 3385，是羅盤座的一颗恒星，视星等为6.36，位于銀經254.82，銀緯3.14，其B1900.0坐标为赤經8h 29m 3.8s，赤緯-34° 3.14′ 35″。